# Paul Groot (acteur)

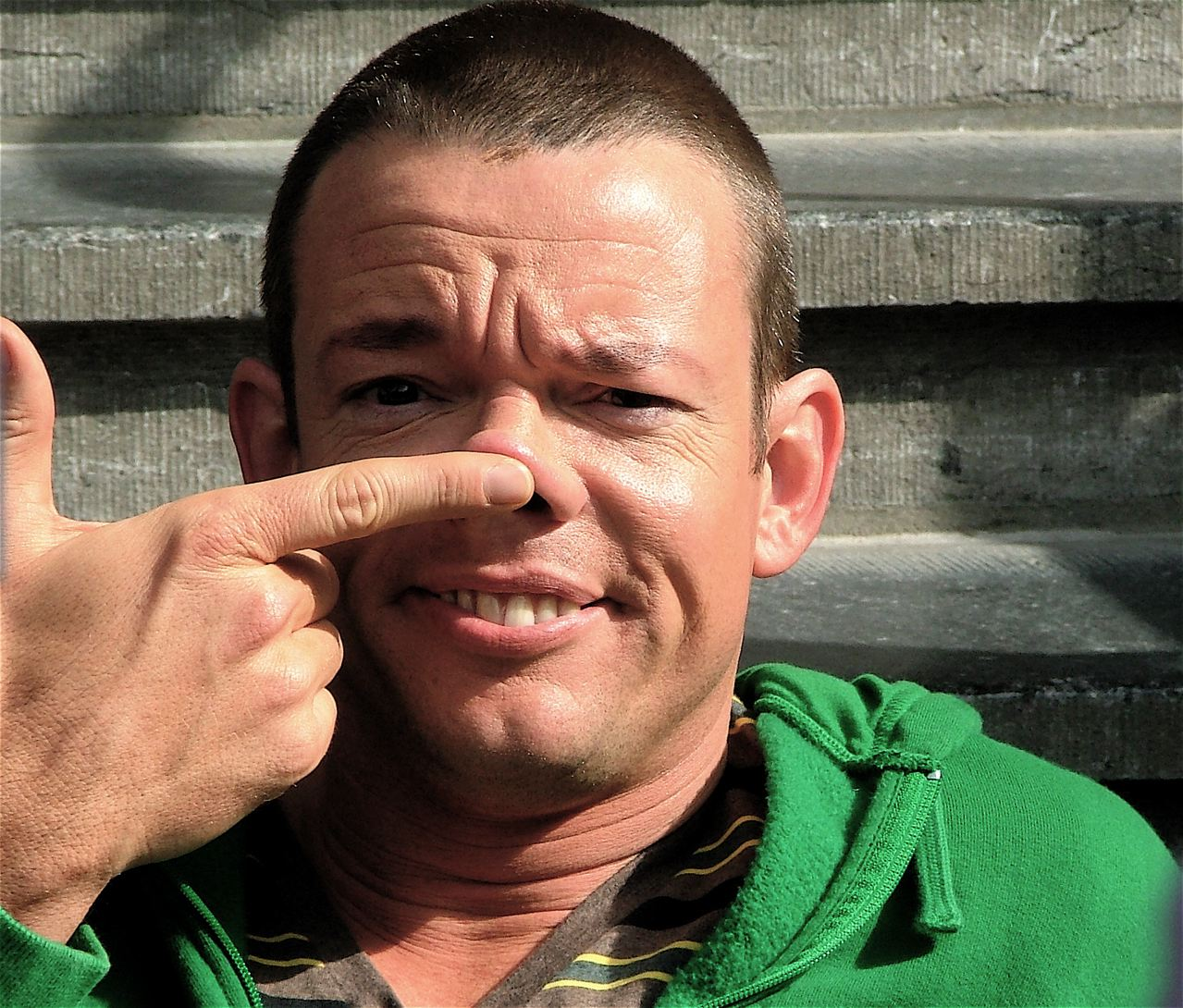
Groot als Filemon Wesselink in het televisieprogramma Koefnoen

Paulus Cornelis Johannes Maria (Paul) Groot (Hilversum, 25 juli 1967) is een Nederlands acteur, cabaretier en tekstschrijver.

## Opleiding
Op de middelbare school, het Alkwin Kollege in Uithoorn, schreef Groot teksten voor musicals en schoolavonden, waaraan hij ondanks zijn verlegenheid zelf meedeed. Ondanks zijn liefde voor toneel ging hij niet naar de toneelschool, maar deed hij een studie theaterwetenschappen in Amsterdam.
Tijdens zijn studie schreef hij teksten voor programma's van de KRO, de VARA en de NOS en speelde hij in commercials. Na het afronden van zijn studie wilde hij in eerste instantie voor zichzelf beginnen, maar hoewel hij tijdens zijn studie volop werk had, kreeg hij nu maar weinig aangeboden.

## Televisierollen
In 1993 werd hij gevraagd voor een rol als Stan Nijholt in Goede tijden, slechte tijden. Dit werd zijn doorbraak bij het grote publiek. Na drie jaar stopte hij met de soap, omdat hij wat nieuws wilde. Hij speelde vervolgens een aantal grote en kleine rollen in films en televisieseries en sprak commercials en tekenfilms in. 
Tussen 1997 t/m 2002 presenteerde hij het SchoolTV programma Mentor Magazine. 
In 2020 was hij eenmalig te horen in de soap, waar hij de stem van Arnie Alberts insprak. Een opvallende zet, omdat het personage Stan Nijholt eerder bevriend was met Alberts. In juni 2021 vertolkte hij de rol van vader van Rune in de Videoland-serie Follow de SOA.
In 2022 speelde Groot de rol van Ebenezer Scrooge voor de derde editie van het televisieprogramma Scrooge Live.

## Tekstschrijver
Behalve als acteur werkte hij als tekstschrijver. Hij leverde teksten voor verscheidene programma's, zoals de kinderserie Zaai en sinds 1996 voor het TROS-programma Dit was het nieuws. Hij schreef teksten voor de programma's van cabaretiers als Eric van Sauers, Joep Onderdelinden en Plien en Bianca.

## Cabaret
In 2001 werd hij lid van het cabaretpanel van Kopspijkers. Hij kreeg veel lof voor zijn imitaties van Bekende Nederlanders, zoals Jan Wolkers, Peter R. de Vries, Mat Herben, Willibrord Frequin, Pim en Marten Fortuyn. Mede door die imitaties won hij in 2003 het Gouden Beeld voor 'televisiepersoonlijkheid van het jaar'. In 2004 verliet hij Kopspijkers samen met Owen Schumacher om een eigen satirisch programma, Koefnoen, te maken. Dit programma was van september 2004 tot september 2016 te zien op televisie.
In februari 2004 stond hij op het toneel samen met Schumacher en Plien en Bianca, in het door hemzelf geschreven stuk Stessen. Twee jaar later, in december 2006, werd Paul door tijdschrift Expreszo verkozen als 'leukste homo van Nederland en Vlaanderen'.
Groot was te zien in de Nederlandse film Gooische Vrouwen uit 2011 en speelde in seizoen 2012/2013 de rol van Lord Farquad in de musical Shrek. Samen met Sanne Wallis de Vries en Martin van Dijk maakte hij in 2012 de voorstelling Adèle over Adèle Bloemendaal.
In het najaar van 2023 deed hij persiflages gebaseerd op Jan Slagter en Eric van der Burg in het BNNVARA-programma Hotel Hollandia.

## Stemacteur
Ook is Groot stemacteur, hij volgde Marcel Maas van 1996 tot 2006 op als de officiële Nederlandse stem van Mickey Mouse, in onder anderen: Vrij en Vrolijk,  De Prins en de Bedelknaap, Mickey Mouse Works, Fantasia 2000, Kerstverhalen van Mickey en zijn Vrienden, Mickey's Club, Mickey's Kerstmagie: Ingesneeuwd in Mickey's Club, Mickey Krijgt Schurken op Bezoek, Mickey-Donald-Goofy: De Drie Musketiers en Mickey's Mooiste Kerst een direct-naar-video film.
Na deze productie is hij gestopt als de stem van Mickey Mouse, Mark Omvlee heeft hem in 2006 opgevolgd. Verder sprak hij het volgende in: The Lion King II: Simba's trots als volwassen Kovu, Pocahontas als Thomas, Garfield als Nermal, Open Season. Surf's Up, Shrek Forever After en Donkey's Caroling Christmas-tacular als Repelsteeltje, Free Birds als Reggie, Muppets Most Wanted als Constantine, Home als Oh, Hotel Transylvania 3: Summer Vacation, Hotel Transylvania: Transformania als Abraham van Helsing en een stem in Verschrikkelijke Ikke 4.
Groot was ook regelmatig te horen als voice-over op de jeugdzender Z@ppelin in 2000 en 2001.
Ook sprak Groot de reclames van Campina en energieleverancier Essent in.

## Musical
Groot maakte zijn musicaldebuut in Boyband (2000/2001). Hierin vertolkte hij de rol van 'Robert'.
In 2011 was Groot te zien in de rol van 'Sir Galahad' in Monty Pythons hitmusical Spamalot, de musical. 
Tijdens theaterseizoen 2012/2013 vertolkte hij de rol van 'Lord Farquaad' in Shrek de musical. Regie Eddy Habbema. 
2014 Putting it Together (Stephen Sondheim) - Buddy, regie Peter de Baan bij Pitproducties.
In 2015 was hij alternate van Tony Neef in de rol van Wim Sonneveld in Sonneveld in DeLaMar. Script Pieter van de Waterbeemd, regie Eddy Habbema. Bij Stage Entertainment. 
In december 2015 ging Groot het theater in als hoofdrolspeler in de grote musical Robert Long, zijn leven, zijn werk - regie Peter de Baan. De musical geproduceerd door Stage Entertainment Nederland, gaat over de vriendschap tussen de Robert Long en Leen Jongewaard, zangers en entertainers die openlijk uitkwamen voor hun homoseksualiteit en begin jaren '80 samen een aantal shows maakten. De rol van Leen Jongewaard wordt vertolkt door Jeremy Baker, een acteur met wie Groot vaak heeft samengewerkt in het programma Koefnoen. Script Dick van den Heuvel, regie Peter de Baan.
2017 'Into the Woods' van Stephen Sondheim - Wolf + Prins van Assepoester, regie Gijs de Lange
2018 'You're the Top' met muziek van Cole Porter en een script Pieter van de Waterbeemd over het leven van Cole Porter (titelrol) regie Gijs de Lange, bij American Songbook Productions. 
2019 'A Little Night Music', Stephen Sondheim - Fredrik Egerman, regie Zack Winokur bij de Nederlandse Reisopera in Enschede. 
In 2019 maakt Groot deel uit van de cast van de musicalversie van 't Schaep met de 5 pooten. Beurtelings met Remko Vrijdag vervangt hij Jeroen van Koningsbrugge als Kootje de Beer.
Tijdens het theaterseizoen 2023/2024 maakt Groot deel uit van de cast van 'De Hospita' in de rol van Kimono.
2024 'Jesus Christ Superstar' - King Herod (alternate)

## Persoonlijke informatie
Groot is de broer van de Nederlandse honkballer Frans Groot.